# Orlando Summer League
A Orlando Pro Summer League (Liga de Verão Profissional de Orlando) é uma liga de basquetebol profissional dirigida pelo clube da NBA Orlando Magic nos Estados Unidos todo verão logo após ao NBA Draft. Os times consistem de jogadores que estão na liga há 3 anos ou menos assim como jogadores recém draftados.
Essa liga é uma das duas ligas de verão profissionais dos Estados Unidos. A outra é a NBA Vegas Summer League (dirigida pela NBA).

## Ligações Externas
- Orlando Summer League NBA.com.